# Ромбованта

Оснащення бермудського шлюпа: 1 — Грот, 2 — Стаксель, 3 — Спінакер, 4 — Корпус, 5 — Кіль, 6 — Стерно, 7 — Скег, 8 — Щогла, 9 — Краспиця, 10 — Ромбованта, 11 — Грот-шкот, 12 — Гік, 14 — Спінакер-гік, 15 — Ахтерштаг, 16 — Форштаг, 17 — Відтяжка гіка

Ромбова́нта — снасть стоячого такелажу, що укріплює верхню частину щогли зі сторони носа. Закріплюється за допомогою розпірки-краспиці. Використовувана в дробовому вітрильному озброєнні ромбованта протидіє вигинанню щогли в напрямку корми на відрізку між кріпленням форштага і кріпленням ахтерштага (або бакштагів). Встановлені з обох боків щогли ромбованти утворюють ромб. Часто ромбованти використовуються парами (з одного боку), розперті роздвоєною краспицею, оскільки така конструкція уможливлює безперешкодне проведення між ними форштага.